# Prenad
Bravida Prenad AB är ett fristående dotterbolag till Bravida Sverige AB och ingår i dess division syd. Bolagets säte är i Malmö.
Prenad AB startades 1975 av Sven Ek och är aktiva inom el- och VVSinstallationer och service. Bolaget har cirka 600 medarbetare och omsätter cirka 735 miljoner kronor.
Företaget övertogs 2002-2003 av Bravida.